# Tauche
Tauche (dolnołuż. Tuchow, Turjej) – gmina w Niemczech, w kraju związkowym Brandenburgia, w powiecie Oder-Spree. Położona jest na południowy zachód od  miasta Beeskow.
W skład gminy wchodzą następujące dzielnice:
- Briescht (dolnołuż. Brěst)
- Falkenberg
- Giesensdorf
- Görsdorf
- Kossenblatt
- Lindenberg
- Mittweide
- Ranzig
- Stremmen
- Tauche
- Trebatsch
- Werder/Spree